# Монталдо ди Мондови
Монталдо ди Мондови (итал. Montaldo di Mondovì) је насеље у Италији у округу Кунео, региону Пијемонт.
Према процени из 2011. у насељу је живело 121 становника. Насеље се налази на надморској висини од 785 м.

## Становништво
Према резултатима пописа становништва 2011. у општини је живело 571 становника.
| 1936. | 1951. | 1961. | 1971. | 1981. | 1991. | 2001. | 2011. |
| ----- | ----- | ----- | ----- | ----- | ----- | ----- | ----- |
| 1.661 | 1.421 | 1.151 | 935   | 771   | 651   | 587   | 571   |